# Apteropedon
Apteropedon is een geslacht van rechtvleugeligen uit de familie doornsprinkhanen (Tetrigidae). De wetenschappelijke naam van dit geslacht is voor het eerst geldig gepubliceerd in 1910 door Bruner.

## Soorten
Het geslacht Apteropedon  is monotypisch en omvat slechts de volgende soort:
- Apteropedon apicale (Bruner, 1910)